# Mahlspüren im Hegau

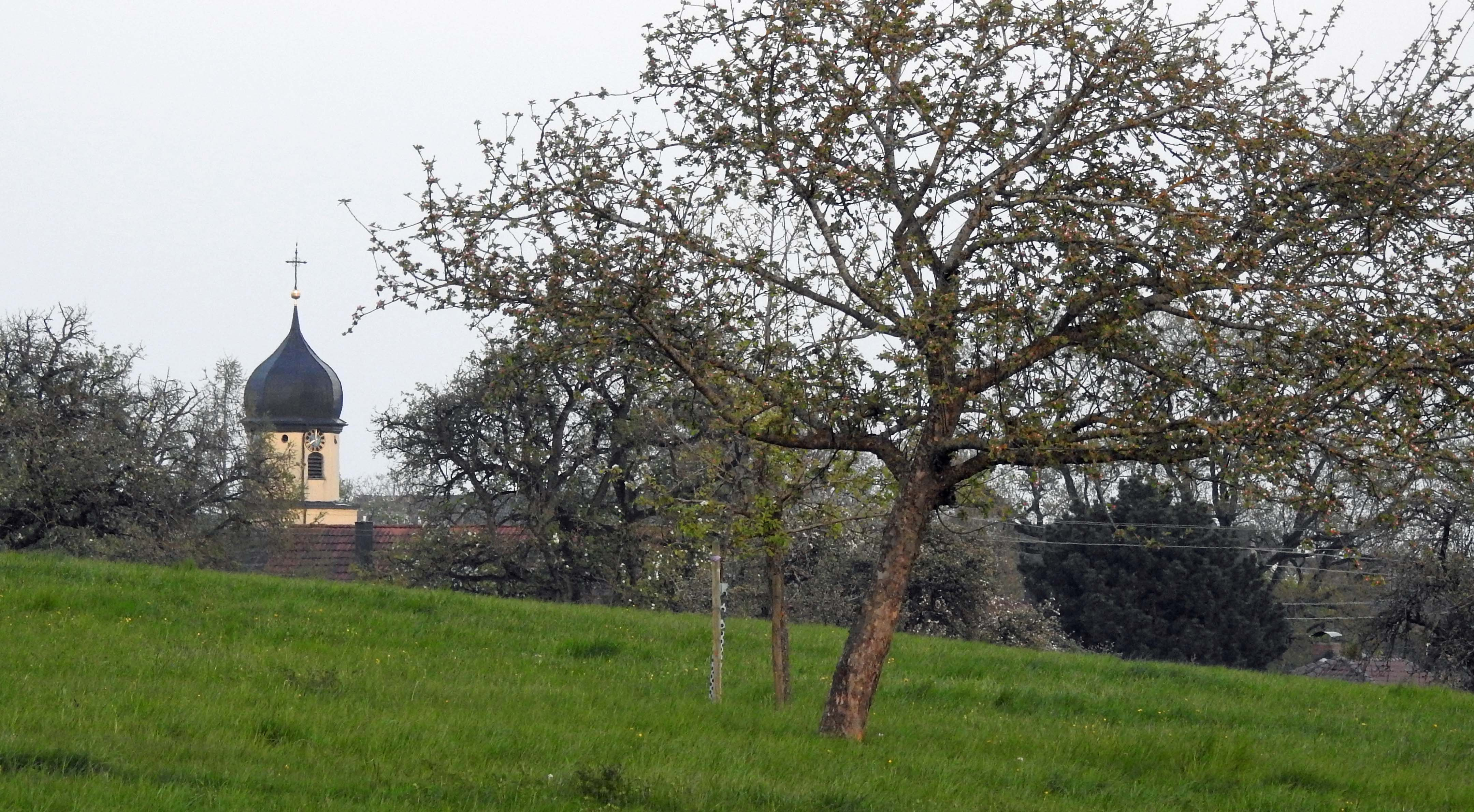
Mahlspüren im Hegau von Nordwesten

Mahlspüren im Hegau ist ein Stadtteil von Stockach im baden-württembergischen Landkreis Konstanz in Deutschland.

## Geographie

### Lage
Die ehemals selbständige Gemeinde Mahlspüren liegt im Hegau, rund dreieinhalb Kilometer nordwestlich der Stockacher Stadtmitte.

### Nachbarorte
Nordwestlich von Mahlspüren liegt der auch zu Stockach gehörende Stadtteil Raithaslach, im Osten der Weiler Windegg an der Bundesstraße 14, und im Süden erhebt sich der bis zu 618 m ü. NHN hohe Nellenburger Berg.

### Gliederung
Zu Mahlspüren im Hegau gehören das Dorf Mahlspüren, der Weiler Windegg, die Höfe „Auf den Reuten“ („Taubenhof“), „Härtle“ (Oberes), „Harthof“, „Kehlenhof“, „Letten“ (Obere und Untere), „Schleichenhof“, „Schlierbahn“, „Stockfelderhof“ und „Unteres Härtle“ („Ozenbühl“).

## Geschichte
Anfangs war Mahlspüren im Besitz der Grafen von Nellenburg und des Konstanzer Bischofs. Burgstall (Burg Mahlspüren) und Niedergericht wurden 1603 durch die Vormünder des Albrecht Hans von Reischach-Immendingen an Erzherzog Maximilian verkauft, seither gehörte der Ort zur Landgrafschaft Nellenburg, die sämtliche anderen Rechte besaß.
Im März 1972 gaben 148 Bürgerinnen und Bürger von 227 Stimmberechtigten Mahlspürens 61 Ja-Stimmen sowie 86 Nein-Stimmen ab und stimmten so gegen eine Eingliederung nach Stockach. Am 1. Januar 1975 wurde Mahlspüren dennoch nach Stockach eingemeindet.

### Name
Im 13. Jahrhundert wurde der Ort als „Walsburon“ erwähnt, 1291 als „Walsburron“, 1360/70 als „Malsburren“.

### Einwohnerentwicklung
| Jahr                   | 1852 | 1871 | 1880 | 1890 | 1900 | 1910 | 1925 | 1933 | 1939 | 1950 | 1956 | 1961 | 1970 | 2016 | 2017 | Ref.        |
| Einwohner              | 281  | 291  | 319  | 310  | 315  | 295  | 328  | 313  | 305  | 351  | 329  | 331  | 323  | 466  | 470  | [ 4 ] [ 5 ] |
| weiblich               | 139  | 147  | 168  | 167  | 168  | 150  | 172  | 158  | 157  | 175  | 166  | 174  | 164  |      |      | [ 6 ]       |
| männlich               | 142  | 144  | 151  | 143  | 147  | 145  | 156  | 155  | 148  | 176  | 163  | 157  | 159  |      |      | [ 6 ]       |
| römisch-katholisch     |      |      |      |      |      |      | 324  |      |      | 327  |      | 310  | 285  |      |      | [ 7 ] [ 8 ] |
| evangelisch            |      |      |      |      |      |      | 4    |      |      | 23   |      | 17   | 32   |      |      | [ 7 ] [ 8 ] |
| sonstige Konfession/en |      |      |      |      |      |      | –    |      |      | 1    |      | 4    | 6    |      |      | [ 7 ] [ 8 ] |

## Politik

### Wahlergebnisse
Wahlen zur verfassunggebenden Württembergischen Landesversammlung und deutschen Nationalversammlung
| Partei                                                  | 1919   |
| Sozialdemokratische Partei Deutschlands (SPD)           | 15,0 % |
| Deutsche Demokratische Partei (DDP)                     | 36,8 % |
| Zentrumspartei (Z)                                      | 42,9 % |
| Bürgerpartei (BP) / Deutschnationale Volkspartei (DNVP) | 5,3 %  |

Reichstagswahl
| Partei                                                              | 1932   |
| Sozialdemokratische Partei Deutschlands (SPD)                       | 0,9 %  |
| Deutsche Demokratische Partei (DDP) / Deutsche Staatspartei (DStP)  | 5,3 %  |
| Zentrumspartei (Z)                                                  | 28,9 % |
| Deutschnationale Volkspartei (DNVP) / Christliche Volkspartei (CVP) | 6,1 %  |
| Nationalsozialistische Deutsche Arbeiterpartei (NSDAP)              | 27,2 % |
| Kommunistische Partei Deutschlands (KPD)                            | 31,6 % |

Landtagswahlen
| Partei                                                             | 1952   | 1956   | 1960   | 1964   | 1968   |
| Christlich Demokratische Union Deutschlands (CDU)                  | 48,4 % | 55,6 % | 43,5 % | 55,0 % | 55,7 % |
| Sozialdemokratische Partei Deutschlands (SPD)                      | 23,4 % | 12,7 % | 27,5 % | 18,0 % | 15,1 % |
| Demokratische Volkspartei (DVP) / Freie Demokratische Partei (FDP) | 18,8 % | 21,4 % | 21,7 % | 19,0 % | 19,4 % |
| Bund der Heimatvertriebenen und Entrechteten (BHE)                 | 3,1 %  | 9,5 %  | 2,9 %  | 1,0 %  | –      |
| Nationaldemokratische Partei Deutschlands (NPD)                    | –      | –      | –      | –      | 9,2 %  |
| Sonstige                                                           | 6,3 %  | 0,8 %  | 4,4 %  | 7,0 %  | 9,2 %  |

Bundestagswahlen
| Partei                                                             | 1949   | 1953   | 1957   | 1961   | 1965   | 1969   |
| Christlich Demokratische Union Deutschlands (CDU)                  | 53,5 % | 71,0 % | 56,3 % | 52,6 % | 60,5 % | 66,7 % |
| Sozialdemokratische Partei Deutschlands (SPD)                      | 13,1 % | 11,8 % | 13,3 % | 17,5 % | 19,2 % | 18,4 % |
| Demokratische Volkspartei (DVP) / Freie Demokratische Partei (FDP) | 21,2 % | 4,1 %  | 18,4 % | 25,3 % | 16,2 % | 5,7 %  |
| Sonstige (KPD, GB/BHE, NPD und andere)                             | 12,2 % | 13,1 % | 12,0 % | 4,6 %  | 4,1 %  | 9,2 %  |

### Wappen
| Wappen der ehemaligen Gemeinde Mahlspüren im Hegau | Blasonierung: „In Gold (Gelb) hinten drei vierendige blaue Hirschstangen übereinander, vorne ein schwarzes Hirschgeweih mit Grind.“ |
| Wappen der ehemaligen Gemeinde Mahlspüren im Hegau | Wappenbegründung: Die Hirschstangen symbolisieren die frühere Zugehörigkeit Mahlspürens zur Grafschaft Nellenburg.                  |

## Kultur und Sehenswürdigkeiten

### Sehenswürdigkeiten
- Kirche St. Vitus mit Orgel von Wilhelm Schwarz & Sohn

## Wirtschaft und Infrastruktur

### Verkehr
Durch Mahlspüren verläuft die Kreisstraße 6177. Über diese ist der Ort mit der Landesstraße 440 im Norden sowie der Bundesstraße 14 im Osten verbunden.

### Postwesen

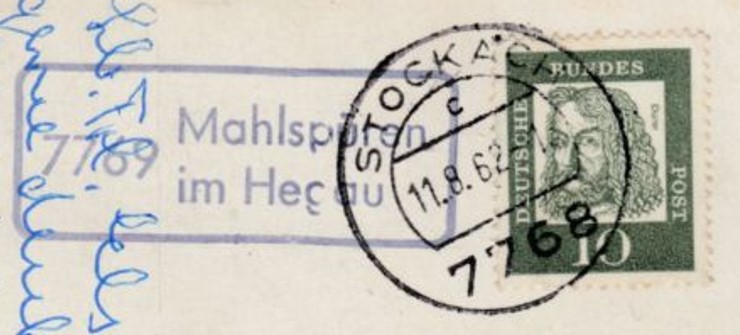
Posthilfstelle-Stempel
„7769 Mahlspüren im Hegau“ (1962)

Stockach war schon im 16. Jahrhundert eine bedeutende Poststation. Über Jahrhunderte liefen hier große, zwischenstaatliche Reiter- und Postkurse der Strecken Ulm-Basel, Stuttgart-Zürich und Wien-Paris zusammen. 1845 zählte die hiesige Posthalterei noch 60 Pferde.
Privatpersonen mussten vor 1821 ihre Post auf der Stockacher Postanstalt selbst abgeben. Dann entstand durch die Einrichtung einer Amtsbotenanstalt die Möglichkeit, dass Privatpersonen ihre Post einem Amtsboten übergeben konnten. Dieser brachte die Post anfangs zweimal, später dreimal wöchentlich zur Stockacher Postexpedition. In den 1850er Jahren wurde die Amtbotenanstalt aufgrund stetig zunehmendem Schriftverkehr aufgehoben, ihre Dienste der Post übertragen und zum 1. Mai 1859 die Landpostanstalt ins Leben gerufen. Im Amtsbezirk Stockach wurde unter anderem folgender Botenbezirk eingerichtet:
- Botenbezirk No. I, Montag/Mittwoch/Freitag: Stockach–Hindelwangen–Zizenhausen–Mahlspüren–Raithaslach–Münchhöf–Hoppetenzell–Stockach

Poststücke, die in die jeweilige Brieflade vor Ort eingeworfen worden waren, wurden vor der Weiterleitung vom Postboten mit einem Uhrradstempel, in Mahlspüren mit der 3., versehen.